# Filozofia fizicii
Filozofia fizicii este ramura filozofiei științei care studiază problemele filozofice ridicate de fizică. Un aspect deosebit de important pentru filosofia fizicii este constituit de interpretările mecanicii cuantice.